# Samuel Marçal
Samuel Marçal ist ein osttimoresischer Beamter und Politiker. Er ist Mitglied des Congresso Nacional da Reconstrução Timorense (CNRT).

## Werdegang
Marçal war Generaldirektor der Agentur für Nationale Entwicklung ADN (tetum Ajensia de Dezenvolvimentu Nasional, portugiesisch Agência de Desenvolvimento Nacional), als am 13. August 2018 Staatspräsident Francisco Guterres in einem Brief die Ernennung von Samuel Marçal zum Minister für Minister für Projekte und strategische Investitionen verkündete. In der Regierung waren aufgrund eines Streites zwischen dem Präsidenten und der Regierungskoalition mehrere Posten bis dato unbesetzt.
Marçal sollte mit zwei anderen ernannten Regierungsmitgliedern am 16. August vereidigt werden, doch am Tag vorher bat Premierminister Taur Matan Ruak in einem Brief den Staatspräsidenten, die Amtseinführung der Drei zu verschieben, „aus Solidarität“ mit den anderen Regierungsmitgliedern, die noch nicht ernannt waren (Im Schreiben wird Marçal fälschlicherweise „Manuel“ genannt). Die Amtseinführung von Marçal fand dann genauso wenig statt, wie jene der umstrittenen vorgeschlagenen Regierungsmitglieder.
Bei den Parlamentswahlen 2023 wurde der CNRT stärkste Partei im 6. Nationalparlament und bildete eine neue Regierungskoalition mit der Partido Democrático (PD). Präsident Guterres hatte bereits im Vorjahr sein Amt an José Ramos-Horta verloren, so dass in der IX. Regierung Osttimors von Premierminister Xanana Gusmão Marçal am 1. Juli 2023 zum Minister für den öffentlichen Dienst (MOP) vereidigt wurde.